# 马克·阿尔达诺夫

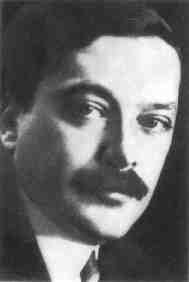
马克·阿尔达诺夫

马克·阿尔达诺夫（1886年11月7日—1957年2月25日）是俄罗斯历史小说作家、评论家，后来移居法国 。
阿尔达诺夫寫了幾本與弗拉基米尔·列宁以及1917年俄国革命有關的小說。他还写了幾本與拿破崙戰爭有关的小說。他曾十三次获得诺贝尔文学奖提名。 20世纪80年代末，他的书在苏联解禁。
马克·阿尔达诺夫生於基輔的一個猶太人家庭。1910年从基辅大学法律系和物理数学系毕业，之後又來到法国繼續學習化学。1919年，由于反對十月革命，阿尔达诺夫先後前往法国、德国和美国，最終在法国去世。